# Wolfers
Wolfers is een Brussels luxe sieraden- en decoratieve kunsten designhuis met het hoofdkantoor aan de Waterloolaan in Brussel Stad.

## Geschiedenis
Wolfers is een Belgisch juweliershuis en zilversmederij, opgericht in 1850 in Brussel door Louis François Guillaume Wolfers (1820-1892). De oorsprong van het bedrijf gaat echter terug tot 1812, toen de Wolfers, goudsmeden uit Linden, zich in Brussel vestigden om hun ambacht uit de zestiende eeuw voort te zetten. Louis Wolfers, die in 1838 zijn meesterproef aflegde in Augsburg, richtte zijn eigen bedrijf op in 1850, na in 1842 het bedrijf van zijn oudere broer Guillaume en diens echtgenote Anche Wolfers te hebben vervoegd op de Hofberg nr. 42. In 1852 registreerde Louis zijn meesterteken, een zwijnenkop gekroond met de letter W, dat als symbool voor het bedrijf diende. In 1858 huwde hij met Henriette Ruthenberg en breidde hij het atelier uit naar de Lange Wagenstraat 23.
Wolfers breidde zijn activiteiten uit en opende in 1886 een winkel in de Koninginnegalerij, de eerste overdekte passage in Europa. Vanaf 1877 werden Louis' zonen, Philippe (1858-1929), Max (1859-1953) en Robert (1867-1959), actief betrokken bij het bedrijf, met taken zoals prospecties in Duitsland, Frankrijk, Nederland en Oostenrijk. In 1885, na het huwelijk van Philippe met Sophie Wildstädter, werd de naam van het bedrijf veranderd in Louis Wolfers père et fils. Vijf jaar later, toen Max ook in het beheer van de firma werd betrokken, werd een nieuwe winkel en ateliers voor de vervaardiging van juwelen geopend aan de Loxumstraat 1. Onder de leiding van Robert werden in 1897 hydraulische persen geïnstalleerd, wat de productiecapaciteit van het bedrijf vergrootte. Het bedrijf werd na het overlijden van Louis in 1892 omgedoopt naar Wolfers Frères, en het meesterteken werd aangepast naar de drie vijfpuntige sterren, een symbool dat het bedrijf tot op heden vertegenwoordigt.
Wolfers verwierf in de loop der jaren aanzien dankzij de creaties van Philippe Wolfers, die vooral bekend werd om zijn Art Nouveau juwelen en sculpturen. Hij kreeg de bijnaam ‘de Belgische René Lalique’. In 1912 werd een nieuw gebouw ontworpen door de architect Victor Horta aan de Arenbergstraat. Na het overlijden van Philippe Wolfers in 1929 kwam de leiding van het bedrijf in handen van zijn zoon Marcel Wolfers (1886-1976), waarna het in 1935 werd geherstructureerd onder de naam Maison Wolfers Frères sa. In de periode rond 1946/47 namen zijn neven Jean en Freddy Wolfers (1920-2015) het roer over. In 1958 nam het bedrijf deel aan Expo 58, waar het duizenden stuks zilverwerk leverde en een sierstuk van goud, zilver en brons creëerde.
In 1987 nam Patrick Descamps de leiding over het bedrijf en gaf hij het een nieuwe richting, waarbij de verfijnde esthetiek van Wolfers werd voortgezet. In 1997 creëerde hij de verlovingsring voor Mathilde d’Udekem d’Acoz. In 1999 werd het bedrijf gevraagd door de Vereniging van de Adel van het Koninkrijk België om een huwelijkstiara te ontwerpen. In 2010 was Wolfers de exclusieve juwelier voor het Belgische paviljoen tijdens de Expo 2010. In 2014 werd het bedrijf voorzien van een nieuw stempel.

## Arenbergstraat
Het nieuwe complex in de Arenbergstraat, in 1909 ontworpen door Victor Horta, werd in 1911-1912 in gebruik genomen. De winkel lag strategisch geplaatst tussen de bovenstad waar de rijke families zich bevonden en de benedenstad met de beurs. Daarnaast lag het complex ook vlak bij de Koninklijke Sint-Hubertusgalerijen. Het gebouw, een art-nouveaucomplex, werd oorspronkelijk ontworpen met een onregelmatige, grosso modo L-vormige plattegrond, verdeeld over twee rechthoekige binnenplaatsen. Het omvatte winkelruimtes en werkhuizen op de benedenverdieping, ateliers op de tweede bouwlaag, kantoren op de bovenste verdiepingen, en een appartement op de laatste verdieping met loggia en een achteruitwijkende dakverdieping.
De gevel had een expressief lijnenspel met een combinatie van zwarte granitobekleding op de benedenverdieping en witsteen voor de verdiepingen. Het ontwerp werd gekenmerkt door een harmonische combinatie van horizontale en verticale lijnen, met een symmetrisch travee-indeling die werd verbroken door een asymmetrisch geplaatste convexe bow-window. De benedenverdieping had variërende raamhoogten en verspringende plinten, terwijl de bovenbouw werd verfraaid met sierlijke zuilen. Het originele winkelmeubilair, ontworpen door Horta, werd in 1912 uitgevoerd door de Londense firma Frederick Sage & Company en bestond uit bestond uit mahoniehout uit Honduras.
Er waren plannen voor een uitbreiding van het gebouw in de Bergstraat, waarvoor ontwerpen door Horta uit 1930 werden gepresenteerd, maar de uitbreiding werd uiteindelijk niet gerealiseerd.
In 1974 werd het winkelmeubilair gedemonteerd en in 1977 overgebracht naar de Koninklijke Musea voor Kunst en Geschiedenis, departement Sierkunsten. Na de verkoop van het pand aan KBC in 1973 schonken Philippe Wolfers’ kleindochters, Janine Schotsmans-Wolfers en Claire-Nelly Baeyens-Wolfers, het interieur van de winkel aan het museum. Een klein deel van het interieur werd jarenlang wat verloren in de ruimtes rond Aziatische kunst, terwijl het merendeel in de reserve bleef. In 2017 werd de voormalige zilver- en juwelierszaak gereconstrueerd in het Koninklijk Museum voor Kunst en Geschiedenis.

## Objecten
Wolfers verzorgde tijdens de Expo 58 het tafelensemble voor het Belvédèrepaleis, dat onderdak bood aan de directie van baron Moens de Fernig, de commissaris-generaal van Expo 58. Het Belvédère deed dienst als VIP-ruimte, en moest dus beschikken over een prestigieuze tafeldecoratie. Het belangrijkste ensemble was Ondine,  een monumentaal tafelmiddenstuk, geflankeerd door twee vijfarmige kandelaars. De kandelaars zijn sinds 1995 in bezit van het Zilvermuseum Sterckshof (inv.nr. S95/20). Het tafelmiddenstuk is aangekocht door de Koning Boudewijnstichting, die het in bruikleen heeft gegeven aan het huidige DIVA.
Het beeldhouwwerk Possedere, le cheval cabré maitrisé par deux hommes van Marcel Wolfers siert sedert september 2010 het ronde punt aan het station van Terhulpen (Waals-Brabant, België).

## Verder lezen
- Werner Adriaenssens en Raf Steel (2006), De Wolfers dynastie. Van art nouveau tot art deco (Antwerpen: Pandora)